# Pont Saint-Nicolas (Strasbourg)
Pour les articles homonymes, voir Pont Saint-Nicolas.
Le pont Saint-Nicolas est un pont routier et ferroviaire français à Strasbourg, dans le Bas-Rhin. Ce pont en arc permet aux lignes A et D du tramway de Strasbourg de franchir l'Ill.